# Waters of Nazareth
Waters of Nazareth – to pierwszy singel duetu Justice. Został wydany dwa razy, raz jako 12 "z oryginalnymi trzema piosenkami, a raz na CD i 12 " wraz z remiksami DJ Funk, Erola Alkana, oraz Justice wraz z Feadz'em. 
Piosnka znajduje się w 5 odcinku, 13 sezonu brytyjskiego magazynu motoryzacyjnego Top Gear.

## Lista utworów
- 12" (wydanie pierwsze)

1. Waters of Nazareth
2. Let There Be Light
3. Carpates

- 12" and CD (wydanie drugie)

1. Waters of Nazareth
2. Let There Be Light
3. Carpates
4. Waters of Nazareth (Justice remix)
5. Let There Be Light (DJ Funk Bounce Dat Ass remix)
6. Waters of Nazareth (Erol Alkan Durrr Durrr Durrrrrr re-edit)
7. Let There Be Light (Breakbot remix) [Japan only bonus track]